# Stenocarpus rubiginosus
Stenocarpus rubiginosus är en tvåhjärtbladig växtart som beskrevs av Brongn. & Gris. Stenocarpus rubiginosus ingår i släktet Stenocarpus och familjen Proteaceae. Inga underarter finns listade i Catalogue of Life.